# Gongylosoma scriptum
Espèce
Synonymes
- Ablabes scriptus Theobald, 1868

Statut de conservation UICN

 LC  : Préoccupation mineure
Gongylosoma scriptum est une espèce de serpents de la famille des Colubridae.

## Répartition
Cette espèce se rencontre en Birmanie et en Thaïlande.

## Publication originale
- Theobald, 1870 "1868" : Catalogue of the reptiles of British Birna, embracing the provinces of Pegu, Martaban, and Tenasserim; with descriptions of new or little-known species. Journal of The Linnean Society of London, vol. 10, p. 4-67 (texte intégral).